# Roger Richebé
Roger Gustave Richebé (* 3. Dezember 1897 in Marseille, Frankreich; † 10. Juli 1989 in Ville-d’Avray) war ein französischer Filmproduzent, -regisseur, -verleiher und Drehbuchautor.

## Leben und Wirken
Richebé stieß im Jahre 1917 über seinen Vater in die Filmbranche. Zunächst war er im Verleihgeschäft tätig, anschließend auch in der Filmherstellung. 1930, mit Beginn des Tonfilmzeitalters, gründete Richebé, zusammen mit Pierre Braunberger, eine gemeinsame Produktionsfirma, die drei Jahre lang bestand. Zu deren Output gehörte beispielsweise auch Jean Renoirs Inszenierung La chienne (1931). Anschließend kooperierte Roger Richebé ein paar Jahre lang mit dem Regisseur Marcel Pagnol.
1934 gründete er seine eigene Produktionsfirma. Parallel zu seiner Arbeit als Produzent begann Roger Richebé Filme zu inszenieren. „Sein Output in beiden Berufszweigen war konventioneller Natur, streng am Publikumsmassengeschmack orientiert.“ 1959 trat er als technischer Berater und Co-Drehbuchautor bei Abel Gances Napoleon-Film Austerlitz – Glanz einer Kaiserkrone in Erscheinung. Es sollte seine letzte filmische Tätigkeit werden. 1977 brachte Roger Richebé seine Memoiren heraus.

## Filmografie
als (Co-)Produzent, wenn nicht anders angegeben:
- 1931: Die Hündin (La chienne)
- 1931: Mam’zelle Nitouche
- 1931: La petite chocolatière
- 1932: Fanny (Fanny)
- 1933: L’agonie des aigles (auch Regie)
- 1934: Minuit Place Pigalle (auch Regie)
- 1935: Kœnigsmark
- 1936: Le mort en fuites
- 1936: L’amant de Madame Vidal
- 1936: Le secret de Polichinelle
- 1937: Reineke Fuchs (Le Roman de Renard) (nur Co-Drehbuch)
- 1937: Un déjeuner de soleil (auch künstlerische Oberleitung)
- 1937: L’habit vert (auch Regie)
- 1938: Prisons de femmes
- 1939: La tradition de minuit (auch Regie, Co-Drehbuch)
- 1941: Madame Sans-Gêne (auch Regie, Co-Drehbuch)
- 1942: Das Geheimnis der blauen Limousine (Monsieur la souris)
- 1942: Reise ohne Hoffnung (Voyage sans espoir)
- 1942: Romance à trois (auch Regie, Co-Drehbuch)
- 1943: Domino (auch Regie)
- 1943: Das Hohelied der Liebe (Les Anges du péché)
- 1945: Les J3 (auch Regie)
- 1947: Schicksal einer Nacht (La grande Maguet) (auch Regie, Drehbuch)
- 1948: Jean de la lune
- 1949: Monseigneur (auch Regie, Co-Drehbuch)
- 1950: Clara de Montargis
- 1950: La peau d’un homme
- 1951: Die Hexe von Montmartre (Gibier de Potence) (auch Regie)
- 1952: La fugue de M. Perle (auch Regie)
- 1953: Geliebte um Mitternacht (Les amants de minuit) (auch Regie)
- 1954: Der Zarewitsch (Co-Drehbuch)
- 1955: Das Mädchen vom dritten Stock (Sophie et le crime)
- 1956: Elisa – eine Gefallene (La fille Élisa) (auch Regie)
- 1956: Hinter verschlossenen Türen (Le salaire du péchés)
- 1957: Bei Sylvia werden Männer schwach (Que les hommes sont bêtes) (auch Regie, Co-Drehbuch)
- 1960: Austerlitz – Glanz einer Kaiserkrone (Austerlitz) (nur Co-Drehbuch, Regiemitarbeit)